# 忍法忠臣蔵 (映画)
『忍法忠臣蔵』（にんぽうちゅうしんぐら）は、1965年の日本映画。
東映京都撮影所製作、東映配給。主演：丹波哲郎、監督：長谷川安人。モノクロ。
『くノ一忍法』『くノ一化粧』に続く東映「くノ一シリーズ」第3作。原作は山田風太郎の『忍法忠臣蔵』。

## あらすじ
時は元禄。江戸城松の廊下に於いて、浅野内匠頭が吉良上野介に刃傷に及んだ。伊賀忍者・無明綱太郎は上杉家の智将・千坂兵部から「赤穂浪士の仇討ちを未然に防いでほしい」と頼まれる。綱太郎は兵部の娘・織江をもらい受けることを条件に、これを引き受けた。綱太郎はくノ一を引き連れ、大石内蔵助を始め、赤穂四十七士を女の色香に溺れさせて骨抜きにしようと暗躍する。 

## キャスト
- 無明綱太郎 ： 丹波哲郎
- 千坂兵部 ： 西村晃
- 織江・おゆう ： 桜町弘子
- お弓 ： 三島ゆり子
- お梁 ： 扇町京子
- お琴 ： 阿井美紗子
- 鞆絵 ： 内田高子
- お杉 ： 弥永和子(新人)
- お桐 ： 小島恵子(新人)
- 上杉綱憲 ： 五十嵐義弘(新人)
- 佐藤京一
- 沢彰謙
- 脇中昭夫(新人)
- 白糸錠閉 ： 宍戸大全
- 月ノ輪求馬 ： 阿波地大輔
- 浪打大之進 ： 福本清三
- 穴目銭十郎 ： 志賀勝
- 川谷拓三
- 卯女 ： 岡島艶子
- とよ ： 大浦和子
- 大石内蔵助 ： 大木実
- 堀部安兵衛 ： 小林昭二
- 神崎与五郎 ： 南都雄二
- 不破数右衛門 ： 田中邦衛
- 市川小金吾
- お通 ： 岬瑛子
- 将軍綱吉 ： 神戸瓢介

## スタッフ
- 監督 ： 長谷川安人
- 企画 ： 小倉浩一郎、折茂武雅
- 原作 ： 山田風太郎『忍法忠臣蔵』(講談社刊)
- 脚色 ： 加藤泰、高田宏治
- 音楽 ： 津島利章
- 撮影 ： わし尾元也
- 美術 ： 塚本隆治
- 照明 ： 金子凱美
- 録音 ： 加藤正行
- 編集 ： 堀池幸三
- 助監督 ： 本田達男
- 記録 ： 梅津泰子
- 装置 ： 矢守好弘
- 装飾 ： 川本宗春
- 美粧 ： 佐々木義一
- 結髪 ： 白鳥里子
- 衣裳 ： 佐々木常久
- 擬斗 ： 上野隆三
- 進行主任 ： 藤井又衛

## 製作

### 企画
企画は東映京都撮影所（以下、東映京都）の実権を握る当時の同撮影所所長・岡田茂。タイトルから「くノ一」を外したのは『くノ一忍法』製作の際、シナリオで19ヵ所、フィルムで10ヵ所、映倫からカットを要求されて揉めたため、映倫への誠意としてタイトルから「くノ一」の文字を外した。この年、NHKの大河ドラマ2作目『赤穂浪士』が高視聴率を記録したことで、大映が1958年の『忠臣蔵』を社宝版と銘打ち、リバイバル公開するなど忠臣蔵がブームになっていたことから、山田風太郎原作の『忍法忠臣蔵』を取り上げた。
中島貞夫が岡田を冷やかすつもりで出した企画を映画化した『くノ一忍法』が、1964年10月に公開され、新人・中島貞夫を監督に起用し、高額スターも使わず、製作費もテレビ映画に毛の生えた程度の低予算で製作しながら、東京オリンピックに喰われた映画興行界を独走し、配収1億5000万円を越える水揚げを記録したことから岡田が高笑いし「くノ一」をシリーズ化した。当時は女性の裸が登場する時代劇は珍しかった。
東映京都製作の時代劇の興行不振が続くため、岡田は1965年に時代劇をテレビに移す決断を下し、「映画ではテレビでは出来ない"不良性感度"映画を製作する」と宣言した。時代劇に代わる二本柱として岡田が考えたのが暴力（ヤクザ映画）とエロ（東映ポルノ）であった。1965年に「東映好色新路線」としてエロ映画を大手映画会社で初めて路線化する方針を打ち出した。
しかし始めてすぐに爆発的に人気を呼んだ任侠映画とは違い、「東映好色新路線」は、東映の看板俳優たちに嫌がられ、出演拒否が続出し製作が難航、なかなか路線化に至らず。エロ路線が軌道に乗ったのは製作まで二年を要した『大奥㊙物語』が1967年7月に公開され大ヒットまでかかった。それまでエロ路線として成功していたといえるのは、この「くノ一」シリーズだけであった。岡田は1965年の正月に「ボクが時代劇の製作を担当して一年になる。この間、いろんなジャンルに手を出してみたが、自信を持って成功したといえるのは"くノ一"以外ない。しかし企画者として一つの新しいジャンルを見つけたことは大いに満足している」と話した。

### 演出
『くノ一忍法』『くノ一化粧』に続き、岡田は中島に監督をさせようとしたが、中島が女性の裸を見ると胃が痛くなる奇病に見舞われ、監督降板を申し入れ、監督は長谷川安人に交代した。長谷川は岡田に「パートカラーを使わしてくれ」と頼んだが、「あかん、銭かかる」と拒否され、また加藤泰の脚本が遅く、揉めて「もっと面白くなりませんか。具体的にヒントになるような」と言ったら、加藤から「もともと面白いという根っこのないものだから、無いものねだりだよ」と言い返された。長谷川は加藤に恨みを抱き、1973年に加藤が撮った『宮本武蔵』について、加藤が感想を聞いてきたから「大柄で大根の女優、あれなんですか？」と悪態をついた。長谷川は『忍法忠臣蔵』について、「そうでなくても気に入らん題材で、思い出すのもイやな映画」と話している。

### キャスティング
主演には若手スタア・松方弘樹を予定していたが、監督の長谷川が「シリアスなものを作ってみたい」と、当時話題を呼んだ大松ニチボー貝塚監督ばりの「黙ってオレについてこい」式のくノ一統率者に丹波哲郎を希望した。当時の丹波は豪快な剣豪か、ニヒルな殺し屋イメージだっため、五人の美女忍者にくノ一の秘術を尽くして誘惑される役柄に戸惑った。
お弓役の三島ゆり子は、気持ちのいい脱ぎっぷりでエロ路線に引っ張りだこになり、当時東映京都で一番忙しい俳優といわれた。丘さとみ、大川恵子、桜町弘子らに代表された"東映城のお姫さま女優"に代わる"忍者スター女優"の登場は、東映の新時代を予感させた。
お梁役の扇町京子は、ピンクプロダクション・国映の当時の準専属女優。前作『くノ一化粧』の松井康子に続いて、東映が国映から引き抜いたもので、後年の『徳川女系図』でエロダクションの人気女優を大量に引き抜いてピンク業界と揉めたが、当時はまだ少数で揉めてはおらず、矢元照雄国映社長は「代わりに五社の女優にわが社の作品に出演してもらい儲けさせて頂きたい。ウチの希望は東映さんでは緑魔子」と話した。

## 同時上映
『いれずみ判官』
- 主演：鶴田浩二 / 監督：沢島忠 / 脚本：沢島忠・中島貞夫

## ネット配信
- 東映時代劇YouTube - 2023年2月24日16:00（JST） - 同年3月3日23:59（JST）